# Misurina
Misurina (Meśorìna in dialetto cadorino) è una frazione di Auronzo di Cadore, in provincia di Belluno.

## Geografia fisica
La località di Misurina è situata presso l'omonimo lago, non distante da Cortina d'Ampezzo e circondata dalle Tre Cime di Lavaredo, dal Monte Piana, dal Cristallo - Piz Popena, dai Cadini di Misurina e dal Sorapiss.
Da questa frazione si può imboccare la strada che conduce fino al rifugio Auronzo. Questa prende vita a pochi metri oltre l'albergo principale, per chi dovesse arrivare da Auronzo di Cadore lungo la Val d'Ansiei o da Cortina d'Ampezzo attraverso il passo Tre Croci. Per chi invece dovesse arrivare da Dobbiaco la strada si può intravedere non appena si arriva in cima alla salita che inizia presso il lago di Landro.
L'aria di Misurina è estremamente pura grazie alle straordinarie condizioni climatiche ed atmosferiche del luogo. È per questo che sulla sponda meridionale del lago è stato attivo per anni l'Istituto Pio XII, uno dei pochi centri nel mondo (gli altri sono quelli di Briançon in Francia, Davos in Svizzera e di Denver nel Colorado) specializzati nella cura dell'asma dei bambini attraverso il contatto diretto con la natura circostante, senza assunzione di farmaci.

## Sport
Più volte la frazione è stata attraversata dal Giro d'Italia.

## Infrastrutture e trasporti

### Ferrovie
Dal 1921 al 1962 era in funzione la ferrovia delle Dolomiti a scartamento ridotto e Misurina era servita dalla stazione ferroviaria in località Carbonin, a circa 7 chilometri di strada dal lago.

## Galleria d'immagini

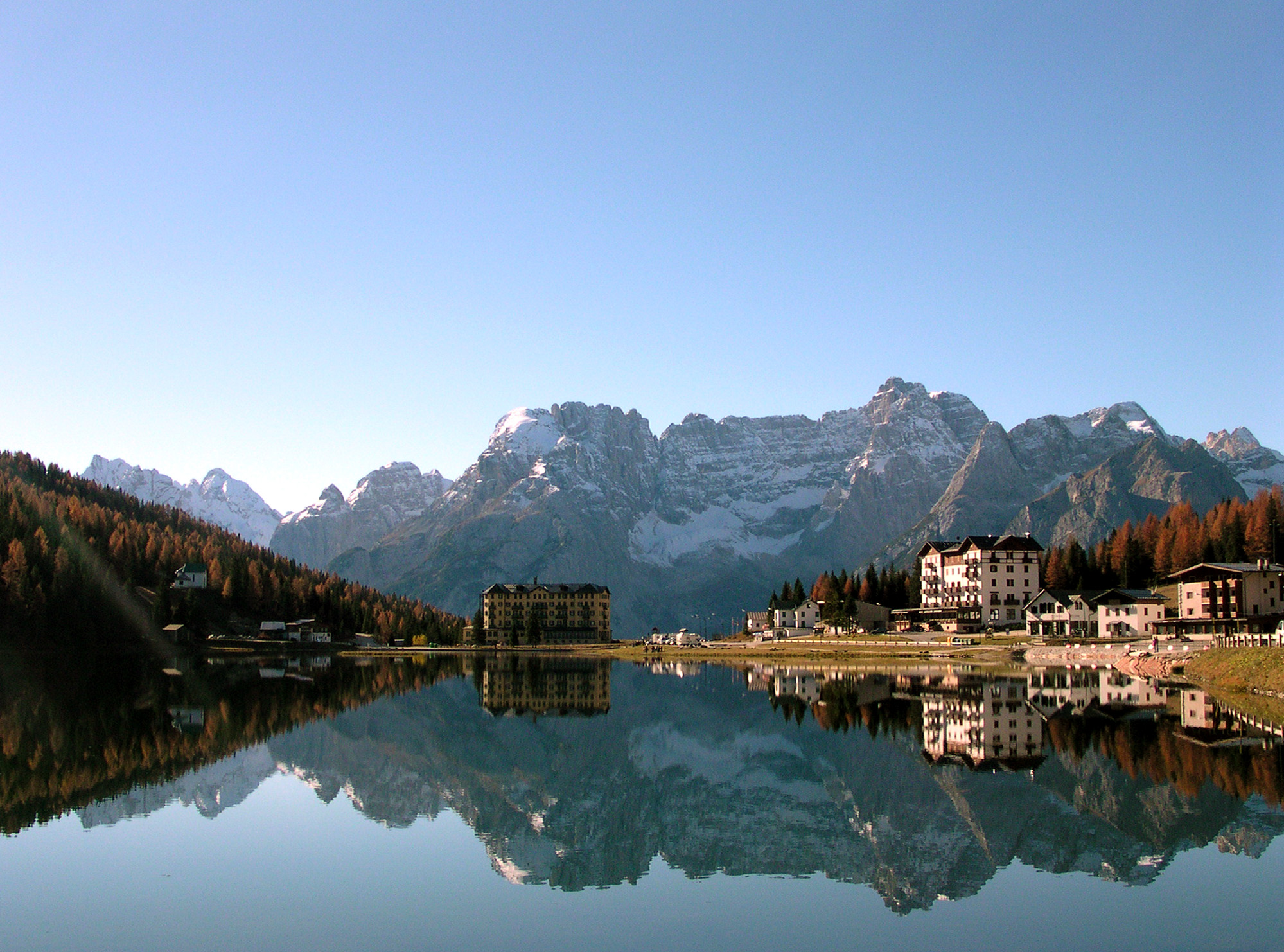
Il lago con sullo sfondo il Sorapiss
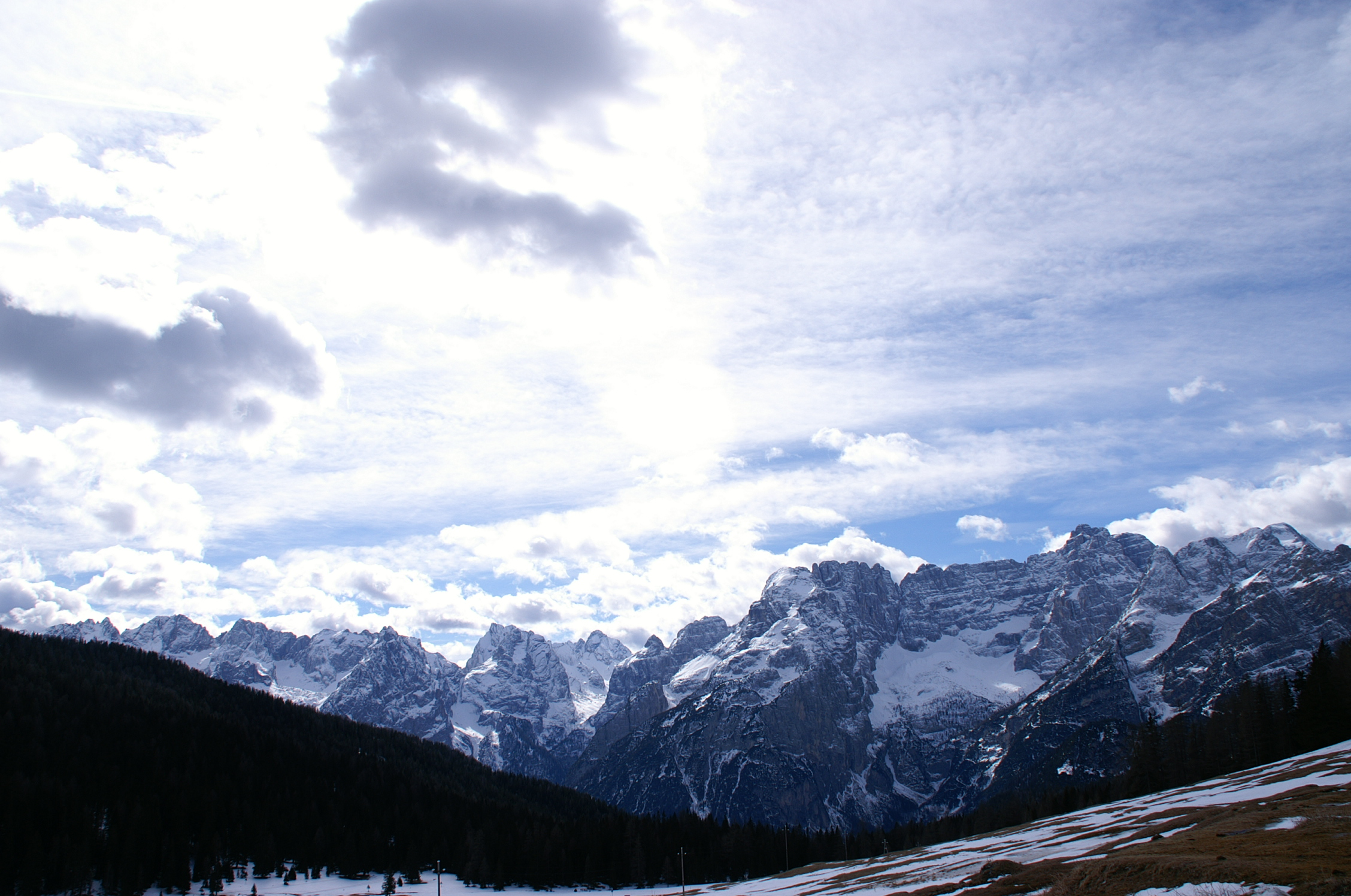
Le Marmarole e il Sorapiss da Misurina
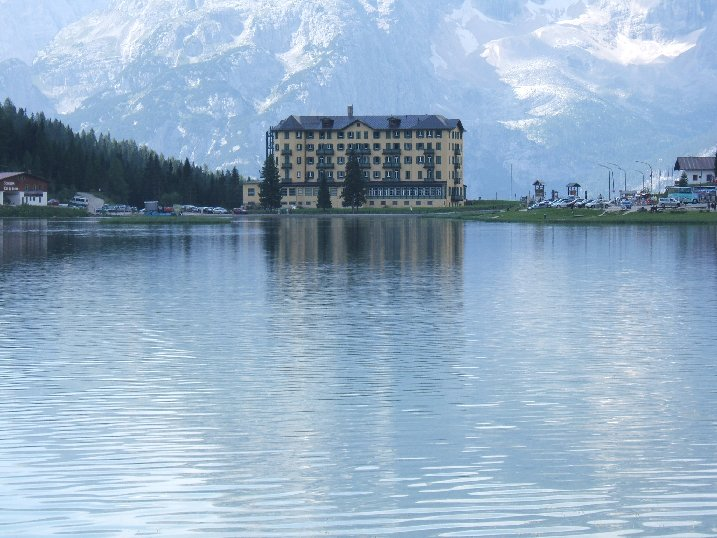
Il lago di Misurina e l'Istituto Pio XII
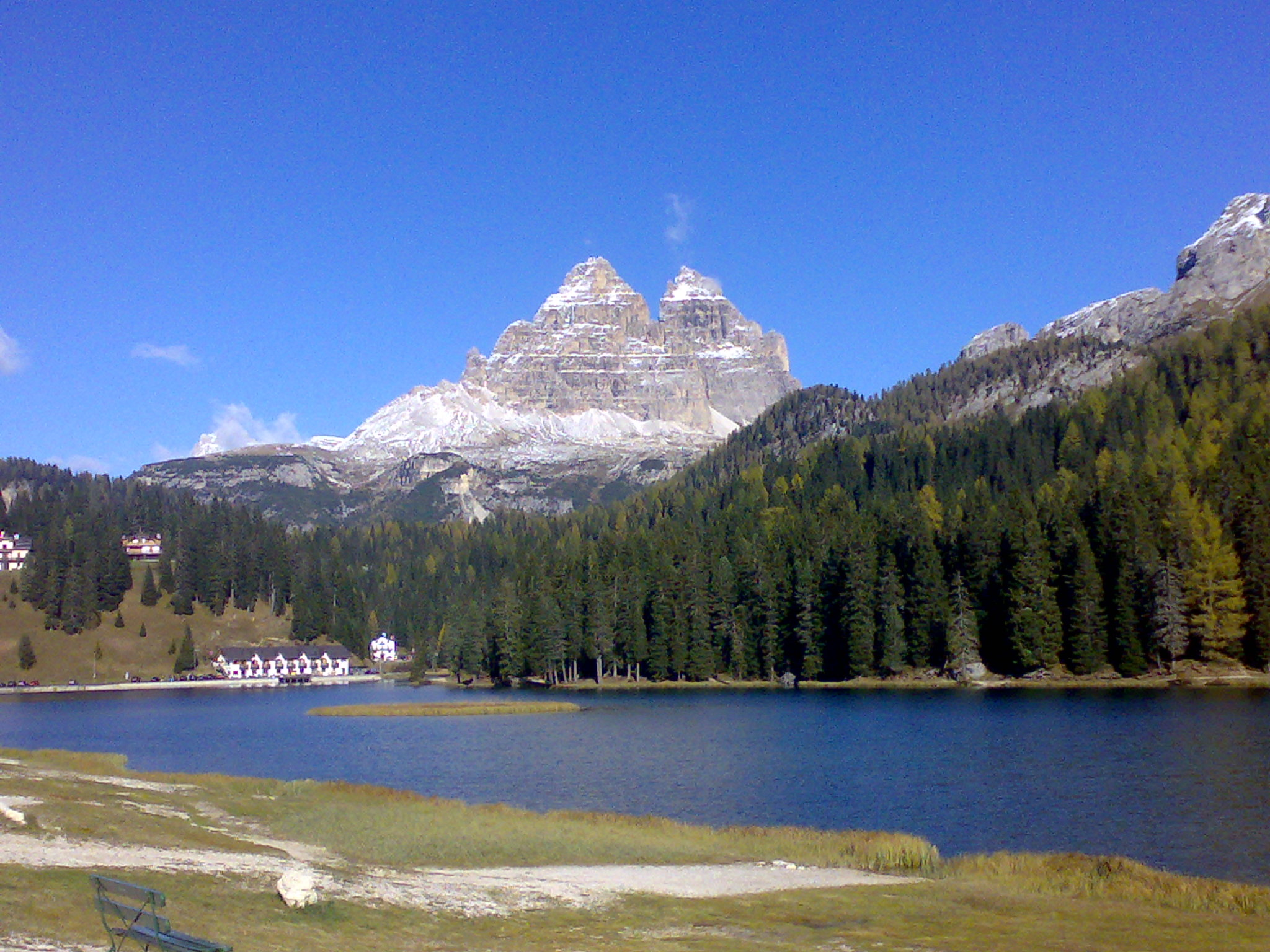
Le Tre Cime di Lavaredo da Misurina
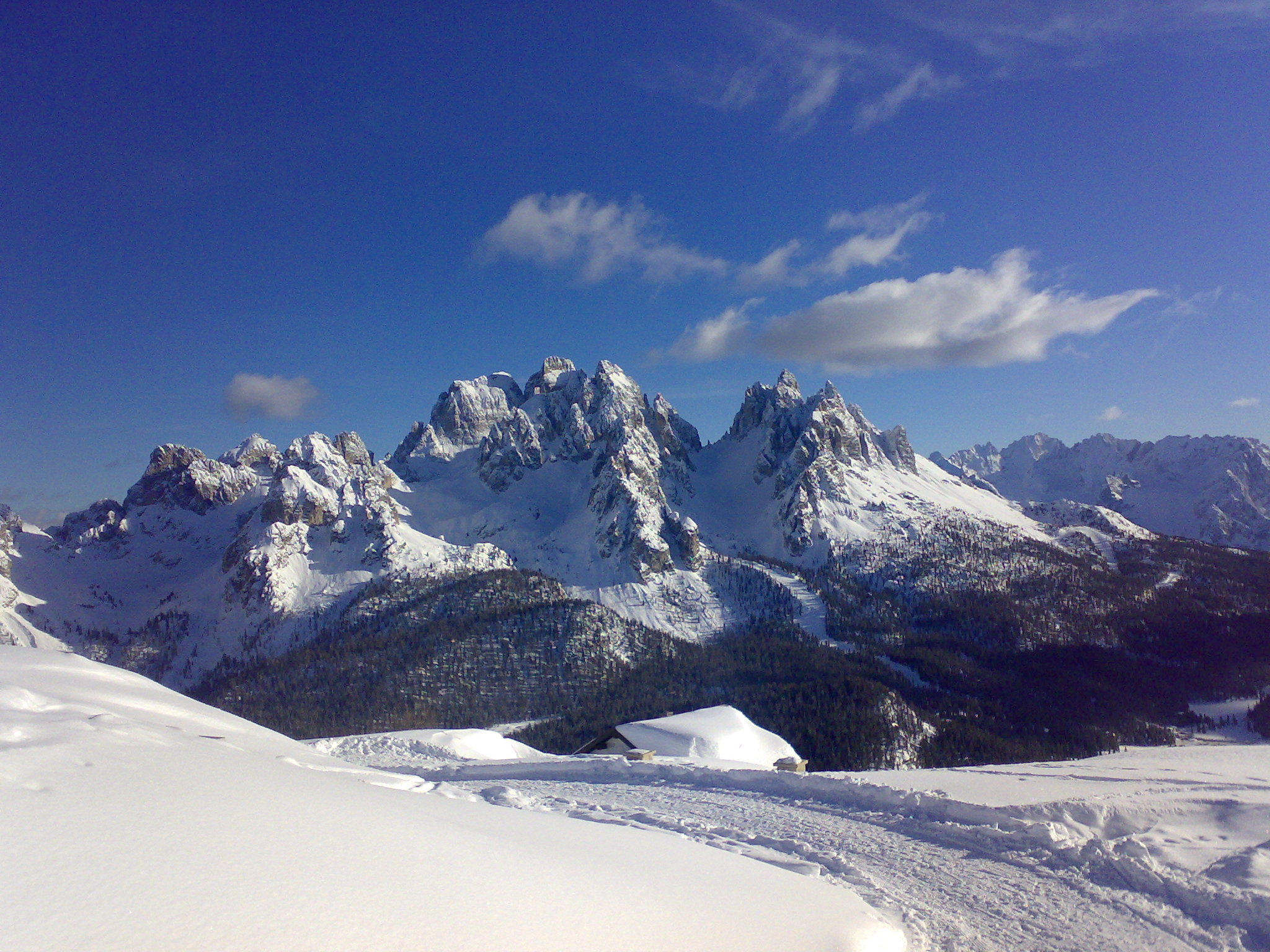
I Cadini di Misurina dal monte Piana